# Алексєєв Володимир Романович
Володи́мир Рома́нович Алексє́єв  (17 серпня 1933, Омськ) — географ-мерзлотознавець, доктор географічних наук, професор, член-кореспондент Академії водного господарства, почесний член Російського Географічного товариства, заслужений діяч науки Російської Федерації. Основна наукова діяльність пов'язана з дослідженням снігових лавин, полою, вічної й сезонної мерзлоти, що належить до розряду особливо небезпечних кріогенних явищ.

## Біографія
Народився в Омську 17 серпня 1933 року. Середню освіту здобув у Чульманській неповній середній школі (Якутія), а потім у Соловйовській середній школі (Амурська область), яку закінчив у 1950 році. Після закінчення школи з 1950 по 1953 рік працював вчителем в Чульманській школі. Здобувши освіту в Благовіщенському педагогічному інституті (природничо-географічний факультет), в 1958—1959 роках працював в Амурському обласному краєзнавчому музеї, завідуючи відділом фондів і відділом природи. З квітня 1959 році працював лаборантом, а пізніше молодшим науковим співробітником Алданської науково-дослідної станції Інституту мерзлотоведення АН СРСР. А в 1965 році його перевели на роботу в селище Чернишевський на Вилюйську науково-дослідну станцію Інституту мерзлотоведения CO АН СРСР.
У 1966 році в Якутську відбувся захист кандидатської дисертації «Геокріологічні умови Алданського нагір'я і хребта Станового». Після захисту, пройшовши за конкурсом, прийнятий на посаду старшого наукового співробітника в Інститут географії Сибіру і Далекого Сходу АН СРСР (Іркутськ). З 1975 по 1983 роки очолював в цьому інституті Лабораторію прикладних досліджень в зоні БАМ, а з 1983 по 1993 роки керував відділом гляціології.
У 1982 році в Москві відбувся захист докторської дисертації «Криги як форма заледеніння». Захист проходив в Інституті географії АН СРСР за спеціальністю «Гідрологія суші. Водні ресурси». Через реорганізацію відділу гляціології став головним науковим співробітником лабораторії комплексної фізичної географії.
У 2010 році знову працює в Інституті мерзлотознавства ім. П. і. Мельникова СО РАН на посаді головного наукового співробітника Лабораторії інженерного мерзлотознавства.
За повідомленням Інституту мерзлотоведения, Алексєєв «був членом Секції гляціології міжвідомча геофізичного комітету при Президії АН СРСР (і головою підсекції криги), членом докторських дисертаційних рад при Інституті географії СО РАН (спеціальності 11.00.01 — гідрологія суші, водні ресурси, гідрохімія; 11.00. 01 — фізична географія, геофізика, геохімія ландшафтів), при Інституті земної кори СО РАН (спеціальність 04.00.07 — інженерна геологія, ґрунтознавство і мерзлотознавство), членом редакційної колегії академічного збірника „Матеріали гляціологіческіх досліджень“ (Москва), член редакційної ради науково-популярного журналу „Холод'ОК“ (Тюмень)».
За даними Інституту мерзлотоведения, Алексєєв «є членом докторської спеціалізованої вченої ради Д 003.25.01 при Інституті мерзлотоведения СО РАН (спеціальність 04.00.07 — інженерна геологія, мерзлотознавство і ґрунтознавство), членом редакційної колегії журналу „Лід і сніг“, членом редакційної ради журналу „Кріосфера Землі“ (Новосибірськ), членом редакційної колегії серії „Видатні географи Сибіру“ (Іркутськ)».
У 2020 році указом Президента Російської федерації Алексєєву надано звання «Заслужений діяч науки Російської Федерації».